# Kauno Kallio

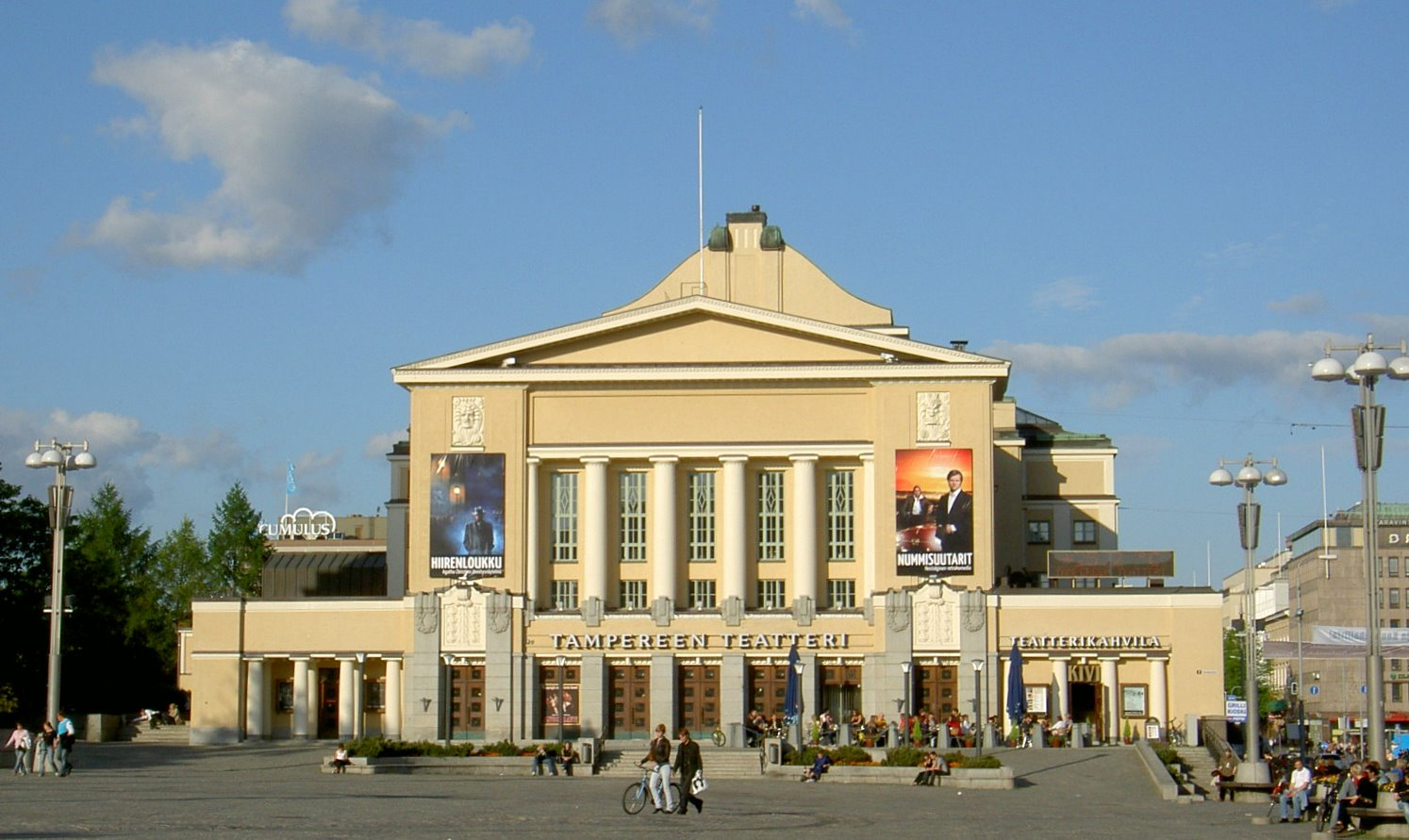
Tammerfors teater

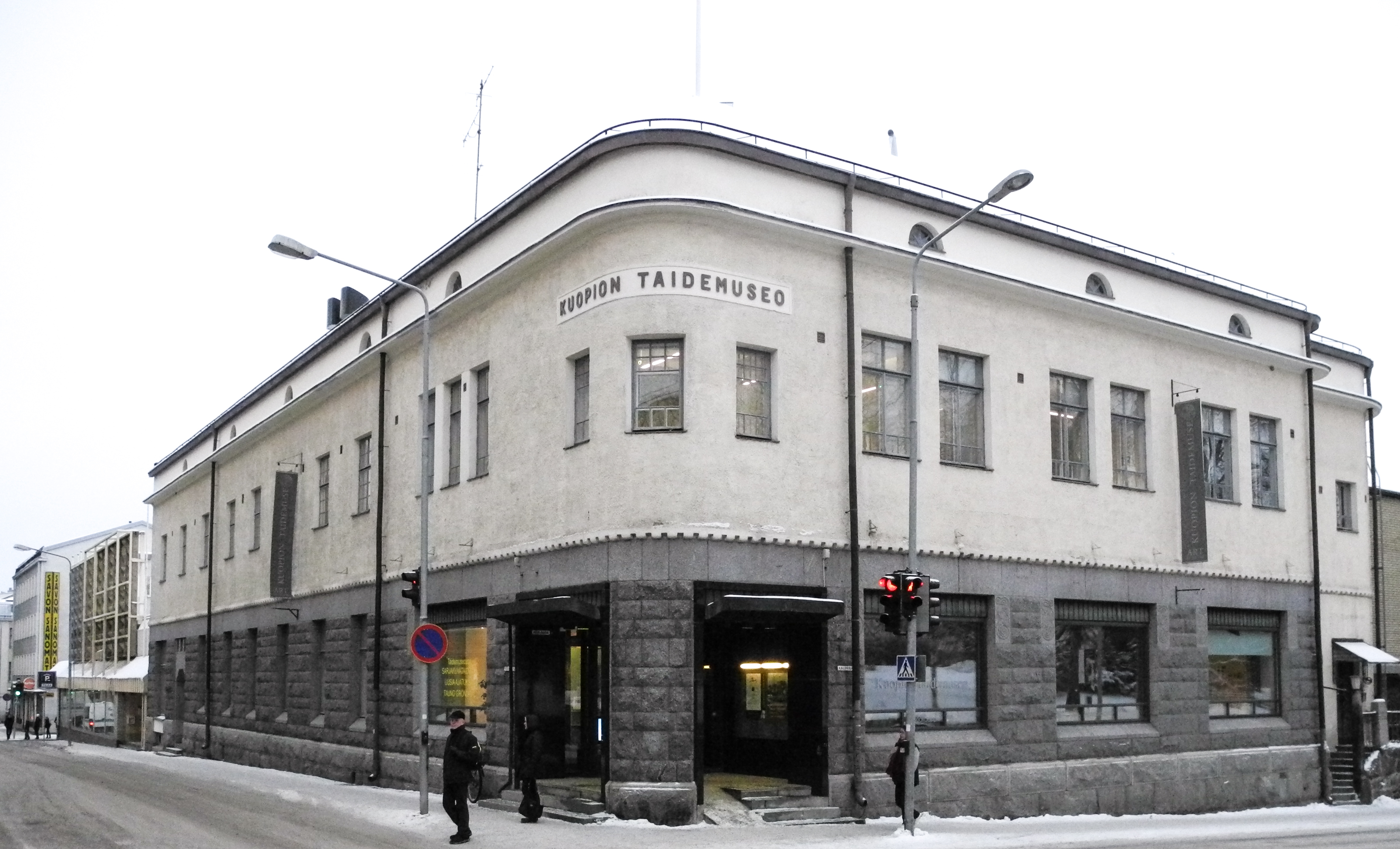
Konstmuseet i Kuopio

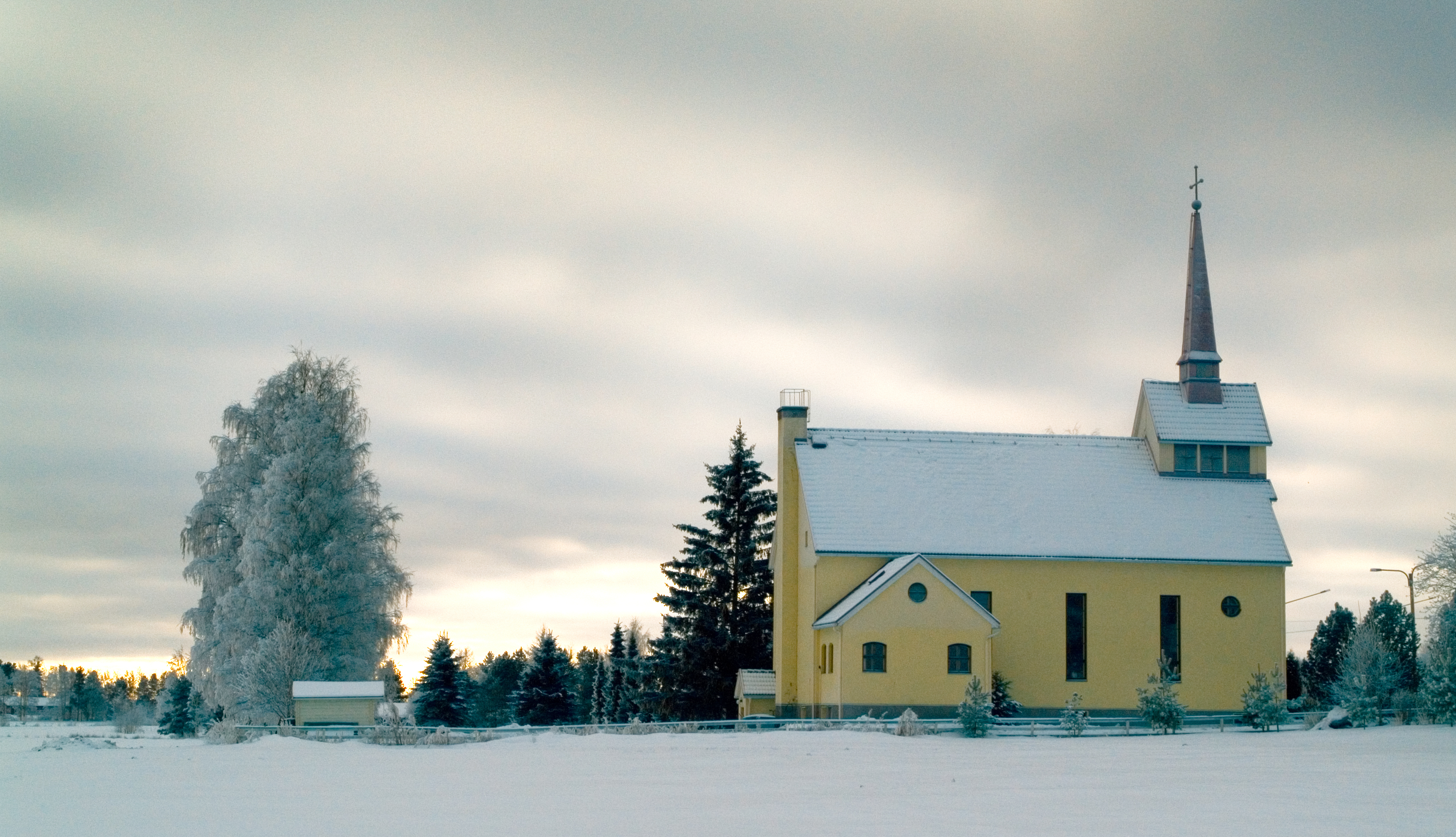
Kyrkan i Kitinoja

Kauno Sankari Kallio, född 31 juli 1877 i Ruovesi, död 29 juni 1966 i Helsingfors, var en finländsk arkitekt.
Kallio tog studentexamen 1896 och blev färdig arkitekt vid Polytekniska institutet i Helsingfors 1900. Redan under studietiden började han arbeta för Gustaf Nyström. År 1903 inledde han samarbete med Werner von Essen och Emanuel Ikäläinen och från 1913 drev han egen verksamhet. Hans första större arbete som självständig arkitekt var Tammerfors teater men det var som kyrkoarkitekt han främst gjorde sig känd. Tillsammans med sin bror Oiva Kallio deltog han framgångsrikt i flera arkitekttävlingar.

## Byggnader i urval
- Alavo kyrka
- Hartmans affärshus, Vasa
- Imatra kraftverk
- Jämsä kyrka
- Kitinoja kyrka
- Pohjaslahti kyrka
- Tammerfors stadsteater
- Riihimäki kyrka
- Taivalkoski kyrka
- Sääksmäki kyrka
- S-gruppens kontorshus, Helsingfors